# Coelinidea
Coelinidea är ett släkte av steklar som beskrevs av Henry Lorenz Viereck 1913. Coelinidea ingår i familjen bracksteklar.

## Bildgalleri

## Dottertaxa tillCoelinidea, i alfabetisk ordning[1][2]
- Coelinidea acicula
- Coelinidea acontia
- Coelinidea albimana
- Coelinidea alima
- Coelinidea alrutzae
- Coelinidea antha
- Coelinidea arca
- Coelinidea arctoa
- Coelinidea arizona
- Coelinidea arnella
- Coelinidea atrans
- Coelinidea bakeri
- Coelinidea baldufi
- Coelinidea calcara
- Coelinidea colora
- Coelinidea columbia
- Coelinidea coma
- Coelinidea crota
- Coelinidea depressa
- Coelinidea discolor
- Coelinidea dubia
- Coelinidea elegans
- Coelinidea ellenaae
- Coelinidea ferruginea
- Coelinidea frisoni
- Coelinidea garthi
- Coelinidea gracilis
- Coelinidea gravis
- Coelinidea hayesi
- Coelinidea hopkinsii
- Coelinidea hordeicola
- Coelinidea jeanae
- Coelinidea linearis
- Coelinidea longula
- Coelinidea lusakaensis
- Coelinidea maehongsonensis
- Coelinidea mahackemoi
- Coelinidea marki
- Coelinidea marylandica
- Coelinidea meromyzae
- Coelinidea minnesota
- Coelinidea montana
- Coelinidea muesebecki
- Coelinidea nellae
- Coelinidea nigra
- Coelinidea nigripes
- Coelinidea niobrara
- Coelinidea occom
- Coelinidea oryzicola
- Coelinidea pajori
- Coelinidea pallida
- Coelinidea peculiaris
- Coelinidea podagrica
- Coelinidea pusilla
- Coelinidea robinae
- Coelinidea rufa
- Coelinidea ruficollis
- Coelinidea ruthae
- Coelinidea semirufa
- Coelinidea solaris
- Coelinidea sommermanae
- Coelinidea stenostigma
- Coelinidea tenuis
- Coelinidea trjapitzini
- Coelinidea vidua